# Sekcia Nes Cijjona
Sekcia Nes Cijjona (hebr. סקציית כדורגל נס-ציונה, Sekcijat Kaduregel Nes Cijjona) – izraelski klub piłkarski, mający siedzibę w mieście Nes Cijjona, w środku kraju. Obecnie występuje w Liga Alef.

## Historia
Chronologia nazw:
- 1955: F.S. Nes Cijjona (po fuzji klubów miasta)
- 2001:  klub rozwiązano
- 2005: Sekcia Nes Cijjona

Klub piłkarski F.S. Nes Cijjona został założony w miejscowości Nes Cijjona w 1955 roku po połączeniu lokalnych klubów piłkarskich w mieście. W swoim drugim sezonie zespół awansował z Ligi Gimel do Ligi Bet (III poziom). W sezonie 1962/63 wygrał grupę południową B Ligi Bet i zdobył promocję do Ligi Alef (II poziom). W sezonie 1965/66 zespół zwyciężył w grupę południową Ligi Alef, zdobywając awans do Ligi Leumit, najwyższej w tym czasie ligi kraju. W sezonie 1966/68, który trwał dwa lata i był prowadzony w 4 rundy (60 meczów), klubowi udało się wygrać tylko osiem razy, wskutek czego, po zajęciu ostatniego miejsca, został zdegradowany w klasie.
W kolejnych latach klub występował w drugiej i trzeciej lidze, nigdy nie wracając do elity. W latach 1979–1990 klub brał udział w czwartoligowych rozgrywkach. W sezonie 1990/91 zwyciężył w grupie południowej ligi trzeciej i otrzymał promocję do drugiej ligi. W sezonie 1998/99 klub zajął w drugiej lidze drugie miejsce od dołu. Powinien zdegradować do trzeciej ligi, ale z powodu problemów finansowych został oddelegowany do czwartej ligi, zwanej Ligą Alef. Po zakończeniu sezonu 2000/01, w którym zajął ostatnie 15.miejsce, klub został rozwiązany.
Latem 2005 roku klub został reaktywowany pod nazwą Sekcia Nes Cijjona. Klub zastąpił inny miejski klub Ironi Nes Cijjona, który w sezonie 2004/05 startował w Lidze Bet, gdzie po zajęciu drugiego miejsca w południowej dywizji B, wywalczył potem w barażach awans do Ligi Alef (IV poziom). W swoim debiutowym pierwszym sezonie 2005/06 wygrał dywizję południową Ligi Alef i zdobył promocję do Ligi Arcit, trzeciej w hierarchii ligi w kraju. W sezonie 2008/09 zwyciężył w lidze i awansował do drugiej ligi, zwanej Liga Leumit. W sezonie 2012/13 zajął przedostatnie 15.miejsce w Lidze Leumit i spadł do Ligi Alef. W sezonie 2017/18 wygrał trzecią ligę i został promowany do Ligi Leumit, gdzie od pierwszej próby uplasował się na drugiej pozycji i po raz pierwszy od dłuższego czasu zespół powrócił do Ligat ha’Al na sezon 2019/20.

## Barwy klubowe, strój
| Pomarańczowy | Czarny |

Klub ma barwy niebiesko-białe. Zawodnicy domowe spotkania zazwyczaj grają w pomarańczowych koszulkach, czarnych spodenkach oraz pomarańczowych getrach.

## Sukcesy

### Trofea międzynarodowe
Nie uczestniczył w rozgrywkach europejskich (stan na 31-05-2019).

### Trofea krajowe
| \| \| Zdobyte trofea w rozgrywkach Izraela (stan na: 31-05-2019) \| |                                                            |      |                                                                        |
| Rozgrywki                                                           | Osiągnięcie                                                | Razy | Sezon(y)                                                               |
| Mistrzostwo                                                         | I miejsce                                                  | 0    |                                                                        |
| Mistrzostwo                                                         | II miejsce                                                 | 0    |                                                                        |
| Mistrzostwo                                                         | III miejsce                                                | 0    |                                                                        |
| Mistrzostwo                                                         | 16.miejsce                                                 | 1    | 1966-68                                                                |
| Puchar                                                              | zdobywca                                                   | 0    |                                                                        |
| Puchar                                                              | finalista                                                  | 0    |                                                                        |
| Puchar                                                              | 1/8 finału                                                 | 8    | 1958/59, 1961/62, 1967/68, 1968/69, 2008/09, 2010/11, 2015/16, 2017/18 |
| II liga                                                             | I miejsce                                                  | 0    |                                                                        |
| II liga                                                             | II miejsce                                                 | 1    | 2018/19                                                                |
| II liga                                                             | III miejsce                                                | 1    | 2009/10                                                                |
| Izrael                                                              | Zdobyte trofea w rozgrywkach Izraela (stan na: 31-05-2019) |      |                                                                        |

- Liga Arcit/Alef (D3):
  - mistrz (5x): 1962/63 (płd.B), 1972/73 (płd.B), 1990/91 (płd.), 2008/09, 2017/18
  - wicemistrz (2x): 2015/16, 2016/17
  - 3.miejsce (1x): 2014/15

## Poszczególne sezony

### Rozgrywki krajowe
| \| Izrael \| Bilans występów klubu w rozgrywkach piłkarskich Izraela (Stan na 31 maja 2019 r.) \| \| |                                                                                   |        |       |   |   |   |    |    |     |                                                                |        |        |      |
| Poziom                                                                                               | Rozgrywki                                                                         | Sezony | Mecze | Z | R | P | B+ | B– | Pkt | Lata                                                           | Awanse | Spadki | Naj. |
| I | Liga Leumit/ha’Al                                                                 | 1      |       |   |   |   |    |    |     | 1966–1968, od 2019                                             | 0      | 1      | 16   |
| II                                                                                                   | Liga Alef/Arcit/Leumit                                                            | 21     |       |   |   |   |    |    |     | 1963–1966, 1968–1971, 1973–1976, 1992–1999, 2009–2013, 2018/19 | 2      | 4      | 2    |
| III                                                                                                  | Liga Gimel/Bet/Alef/Arcit/Alef                                                    | 20     |       |   |   |   |    |    |     | 1957–1963, 1971–1973, 1976–1979, 1990/91, 2006–2009, 2013–2018 | 5      | 1      | 1    |
| IV                                                                                                   | Liga Gimel/Bet/Alef/Bet                                                           | 16     |       |   |   |   |    |    |     | 1955–1957, 1979–1990, 1999–2001, 2005/06                       | 3      | 0      | 1    |
| | Puchar                                                                            |        |       |   |   |   |    |    |     | od 1956                                                        |        |        | 1/8  |
| Izrael                                                                                               | Bilans występów klubu w rozgrywkach piłkarskich Izraela (Stan na 31 maja 2019 r.) |        |       |   |   |   |    |    |     |                                                                |        |        |      |

## Struktura klubu

### Stadion
Klub piłkarski rozgrywa swoje mecze domowe na stadionie miejskim w Nes Cijjona, który może pomieścić 3500 widzów.

### Inne sekcje
Klub prowadzi drużyny dla dzieci i młodzieży w każdym wieku.

## Kibice i rywalizacja z innymi klubami

### Derby
- Maccabi Nes Cijjona
- Maccabi Petach Tikwa